# Bácsszentgyörgy
Bácsszentgyörgy (németül: Batsch-Sankt-Georg) község Bács-Kiskun vármegyében, a Bajai járásban. 

## Fekvése
Kistelepülés a Duna és a Kígyós-ér árterületén, közvetlenül a szerb határ mellett, Bajától 25 kilométerre. Délről a szerbiai Haraszti és Regőce, a magyar oldalon pedig északról Gara, északnyugatról Dávod, délnyugatról Hercegszántó veszi körül. A település határát átszeli a Kígyós-főcsatorna.

### Megközelítése
Csak közúton érhető el, Gara érintésével (vagy az országhatár irányából, dél felől), az 5506-os úton. A község főutcája az 55 115-ös számú mellékút.

## Nevének eredete
- Magyarul: Szentgyörgy (Szent-György (1425), Baracska-Szentgyörgy (1430)), Gyúrity(puszta), Györgypuszta, Bácsszentgyörgy
- Szerbhorvátul (bunyevácul): Đurić ill. Đuriće (hercegszántói használat)[4]
- Németül: Djuritsch, Juritsch
- Egyéb elnevezése: Jurics (1720), Gyurits (1822)

A helységet Szent Györgynek szentelt katolikus templomáról nevezték el. A török hódoltság korában betelepült szerbek a magyar helységnevet Gyurityra változtatták, ebből a magyarban Gyúrity lett, majd 1904-ben, az országos helységnévrendezés után Györgypuszta. A település önállósulásakor, 1947. március 1-én egészítették ki a középkori Szentgyörgy nevet a Bács megkülönböztető névelemmel, mivel magyarlakta területen akkor 17 település nevében is szerepelt Szent György neve.

## Története
A középkori falut 1425-ben említik először fennmaradt oklevelekben.
Az 1520-1522-es Bodrog vármegyei tizedlajstrom tanúsága szerint abban az időben fontos szerepet játszhatott a település: a kalocsai érseknek járó egész terület dézsmáját itt gyűjtötte össze Kövér György bíró szérűjén Cirjék szentgyörgyi plébános. Szentgyörgyöt és környékét is a mohácsi vész tette pusztává néhány év múlva.
Mária Terézia Cothmann főtanácsosa Kovács mérnökkel végigjárta az elpusztított Bácskát, s Gyúritypusztát mint Nagybaracska éléskamráját felvette az újra telepítendő puszták jegyzékébe. Az 1772-es úrbéri rendezés értelmében Gyúritypuszta Baracskához tartozott. Sok baracskai oda is költözött.
A falu történetének új fejezete kezdődött 1885 után. A baracskaiak közül sokan a környező falvak lakóinak, németeknek, bunyevácoknak, magyaroknak eladták jó minőségű gyúritypusztai birtokaikat, s Nagybaracska határában vásároltak földet. 
1944/45-ben málenkij robot címén a Szovjetunióba hurcoltak 11 helyi férfit és 5 nőt.
A II. világháborúig Bácsszentgyörgy háromnyelvű község volt, a magyarok mellett bunyevácok és németek lakták. Ezen idők emlékeit a helytörténeti gyűjtemény őrzi.
A kulturális életnek a művelődési ház, a klubkönyvtár és egy ifjúsági klub biztosít keretet.
2018. április 3-án megnyitották a falut Harasztival összekötő határátkelőt.

## Közlekedés
A tömegközlekedést a helyiek számára a bajai Bács Volán biztosítja. Közúton Gara községen keresztül lehet megközelíteni a falut.

## Közélete

### Polgármesterei
- 1990–1994: Pencz János (független)[6]
- 1994–1998: Végvári József (független)[7]
- 1998–2002: Müller József (független)[8]
- 2002–2006: Kubatov Istvánné (független)[9]
- 2006–2010: Müller József (független)[10]
- 2010–2014: Szűcs Gergely (független)[11]
- 2014–2016: Szűcs Gergely (független)[12]
- 2017–2019: Müller József (független)[13]
- 2019–2020: Tóth János (független)[14]
- 2020–2024: Illi Ferenc (független)[15]
- 2024– : Illi Ferenc (független)[1]

A településen 2017. január 22-én időközi polgármester-választást tartottak az előző polgármester lemondása miatt.
2020. október 18-án ismét időközi polgármester-választást (és képviselő-testületi választást) kellett tartani a településen, mert a képviselő-testület július 30-án feloszlatta magát.
Érdekesség, hogy a község zászlaját és címerét Kubatov Istvánné tervezte, aki 2002 és 2006 között a település polgármestere volt.

## Népessége
- 1870 : 409 lakos
- 1880 : 408 lakos
- 1890 : 477 lakos
- 1900 : 532 lakos
- 1910 : 510 lakos
- 1920 : 524 lakos
- 1931 : 514 lakos (216 német nemzetiségű)
- 1941 : 532 lakos
- 1949 : 566 lakos
- 1960 : 513 lakos
- 1970 : 421 lakos
- 1980 : 349 lakos
- 1990 : 271 lakos
- 2001 : 197 lakos (4 horvát és 3 német nemzetiségű)

A település népességének változása:
| Lakosok száma | 174  | 169  | 139  | 137  | 111  | 125  | 125  |
|               | 2013 | 2014 | 2018 | 2021 | 2022 | 2023 | 2024 |

A 2011-es népszámlálás során a lakosok 98,1%-a magyarnak, 1,3% cigánynak, 1,9% horvátnak, 1,9% németnek mondta magát (1,9% nem nyilatkozott; a kettős identitások miatt a végösszeg nagyobb lehet 100%-nál). A vallási megoszlás a következő volt: római katolikus 76,3%, református 4,5%, evangélikus 0,6%, felekezeten kívüli 6,4% (11,5% nem nyilatkozott).
2022-ben a lakosság 90,1%-a vallotta magát magyarnak, 2,7% németnek, 0,9% cigánynak (9,9% nem nyilatkozott; a kettős identitások miatt a végösszeg nagyobb lehet 100%-nál). Vallásuk szerint 72,1% volt római katolikus, 1,8% református, 6,3% felekezeten kívüli (19,8% nem válaszolt).

## Címere
A címer alapjául Prokop Péter pap festő Szent Györgyöt ábrázoló festménye szolgált, mely a falu katolikus templomának mellékoltárát díszíti. A sárkányölő lovag alakja felett nyitott Biblia és az egykori vármegye védőszentjének, Pál apostolnak vértanúságát jelképező két kard látható.
Álló, háromszögű címerpajzs, melynek vörös pajzsfőjében két átlósan keresztezett arany pallosra helyezett arany könyv (evangélium) lebeg. A címerpajzs további kék mezejében heraldikailag jobbra fordulva a fehér lovon vágtató, arany páncélba öltözött, vörös köpenyes Szent György lándzsájával arany sárkányt döf le.

## Utcái
- Kossuth Lajos utca
- Petőfi Sándor utca
- Hunyadi János utca
- Ady Endre utca
- Sarok utca
- Nyíl sor
- Kígyós utca
- Rákóczi utca

## Nevezetességei
- Szentolvasó királynéja római katolikus templom (1911): Tornyában két harang található. A templombelsőt egy Szent Györgyöt ábrázoló festmény, Szent József és Szent Erzsébet szobra és még tíz másik szobor díszíti. Az épület előtt emlékkereszt áll, amely az első és második világháború áldozatainak állít emléket.
- Hidak a Kígyós-éren: A településen áthalad a Kígyós-ér, amelyen a községnek három kisebb hídja is van, a Kőhíd, a Korsós-híd és Fehér-híd (Gyaloghíd).  A Korsós-hídnál volt korábban az asszonyoknak a mosásra alkalmas hely, a gyerekeknek pedig a mélyebb részen a fürdőző rész.[20]
- Helytörténeti Múzeum
- Millennium park: A parkban millenniumi emlékmű és a falu egyetlen 1956-os mártírja, Schmidt Antal (1938–1956) emlékműve látható.
- Temetői nagykereszt: A keresztnél halottak napján a falusiak gyertyákat gyújtanak.

## Ismert személyek
- Itt született 1917-ben Müller Antal római katolikus pap, későbbi érseki tanácsos.